# Thierry Wasser
Thierry Wasser, né le 19 juillet 1961 à Lausanne, est un parfumeur suisse. Il est directeur de la création des parfums de la maison Guerlain depuis mai 2008.

## Biographie

### Origines et famille
Thierry Patrick Alfred[réf. nécessaire] Wasser naît le 19 juillet 1961 à Lausanne, dans le canton de Vaud, à la clinique des Charmettes. Il est fils unique. Son père quitte la famille alors que Thierry Wasser est âgé de 3 ans. 
Il grandit chez ses grands-parents maternels, d'origine italienne, à Genève. À partir de 1970, il vit à Chamby, dans le canton de Vaud, chez sa mère, Inès, qui s'était remariée.

### Formation et début de carrière
Il quitte l'école en 1976 et fait un apprentissage de droguiste à La Tour-de-Peilz.
En 1981, il intègre la société de parfumerie Givaudan, à l'issue de tests olfactifs et suit une formation qui le conduit en 1987 à Paris, où il est nommé parfumeur fine fragrance. En 1993, il s’installe à New York pour travailler chez Firmenich, avant de rejoindre le centre de création parisien de Firmenich en 2002.

### Collaboration avec Guerlain
Dès 2007, Thierry Wasser collabore avec Guerlain autour de trois parfums : Iris Ganache et Quand vient la pluie, et Guerlain Homme créés avec Sylvaine Delacourte. L'année suivante, il est recruté comme Parfumeur Maison chez Guerlain. il crée Idylle en 2009, Tonka Impériale, Flora Nymphéa, Cologne du parfumeur en 2010 et Shalimar Parfum Initial en 2011.
La carrière de Thierry Wasser est jalonnée de rencontres qu'il aime présenter comme des moments de création. « Si l’idée de départ, l’étincelle, naît d’une seule et unique personne, on est meilleur à deux dans la manière de la communiquer » rappelle-t-il.

### Vie privée
Il est marié à Lucas, rencontré en 2003.

## Principales créations
- Dior Addict, Parfums Christian Dior (2002)
- Hypnôse, Lancôme (2005)
- Emporio Armani Diamonds, Emporio Armani (2007)
- Palazzo, Fendi (2007)
- Fuel for Life for Her, Diesel (2007)
- Jil Sander Man, Jil Sander AG (2007)
- Iris Ganache, Guerlain (2007)
- Guerlain Homme, Guerlain (2008)
- Idylle, Guerlain (2009)[2]
- Tonka Impériale, Guerlain (2010)
- Shalimar Parfum Initial, Guerlain (2011)
- La petite robe noire, Guerlain (2012)
- L'Homme ideal, Guerlain (2014)

## Distinctions
- 2014 : chevalier de la Légion d'honneur[2]

- 2020 : chevalier des Arts et des Lettres[2]